# 朱启祥
朱启祥（1919年—1977年），男，江苏无锡人，中华人民共和国军事人物，中国人民解放军少将，曾任武汉军区炮兵政治委员，第四届全国人大代表。